# Lecane tabulifera
Lecane tabulifera är en hjuldjursart som beskrevs av John R. Edmondson 1936. Lecane tabulifera ingår i släktet Lecane och familjen Lecanidae. Inga underarter finns listade i Catalogue of Life.